# Girobicúpula quadrada allargada
En geometria, la girobicúpula quadrada allargada es pot construir allargant una girobicúpula quadrada inserint un prisma octagonal entre les dues meitats. És un dels noranta-dos sòlids de Johnson (J37). Té simetria D4d.
La configuració de les quatre cares incidents a cada vèrtex és la mateixa per a tots els vèrtexs. Aquesta propietat és única entre tots els sòlids de Johnson. Però no és un dels sòlids arquimedians donat que per algunes parelles de vèrtex no hi ha cap simetria del sòlid que permeti transformar l'un en l'altre. Essencialment hi ha dos tipus de vèrtex que es poden distingir pels "veïns dels seus veïns." Una altra forma de veure que el políedre no és regular respecte dels vèrtexs és observar que hi ha un cinturó de quadrats al voltant del seu equador, això fa diferents els vèrtexs del cinturó dels vèrtexs de cada cara.
| Petit rombicuboctàedre | Explsió | Pseudo-rombicuboctàedre |

El sòlid també es pot veure com el resultat de girar 45 graus una de les cúpules quadrades (J₄) d'un Petit rombicuboctàedre (un dels sòlids arquimedians). La seva semblança al petit rombicuboctàe li dón el nom alternatiu de pseudo-rombicuboctàedre. De vegades se'l ha tractat com el "catorzè sòlid arquimedià".
Els 92 sòlids de Johnson van ser descrits 1966 per Norman Johnson i els va numerar. No va demostrar que no n'existia més que 92, però va conjecturar que no n'hi havia d'altres. Victor Zalgaller el 1969 va demostrar que la llista de Johnson era completa. S'utilitzen els noms i l'ordre donats per Johnson, i se'ls nota Jxx on xx és el nombre donat per Johnson.

## Desenvolupament pla

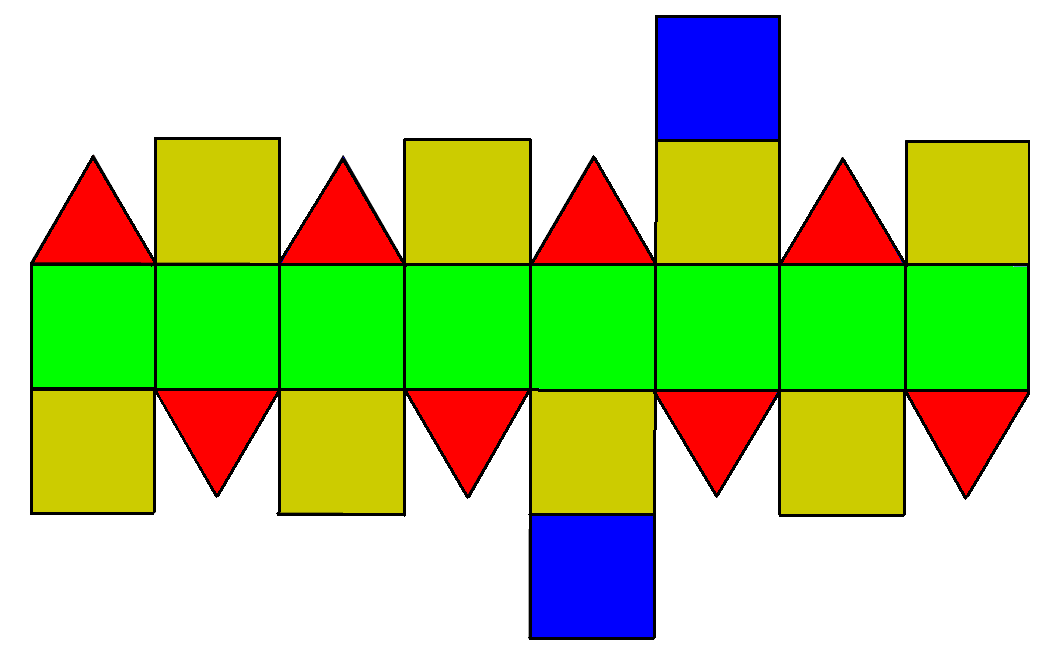
Desenvolupament pla de la girobicúpula quadrada allargada

## Àrea i volum
Les fórmules per calcular l'àrea A i el volum V d'una girobicúpula quadrada allargada tal que les seves arestes tenen longitud a són les següents:
{\displaystyle A=(18+2{\sqrt {3}})a^{2}}
{\displaystyle V=(4+{\begin{matrix}{10 \over 3}\end{matrix}}{\sqrt {2}})a^{3}}